# An Audio Guide to Everyday Atrocity
An Audio Guide to Everyday Atrocity — второй студийный альбом американской ню-метал-группы Nothingface, выпущенный 22 сентября 1998 года на лейбле DCide.

## Критика
| Оценки критиков                  | Оценки критиков |
| Источник                         | Оценка          |
| -------------------------------- | --------------- |
| AllMusic                         | [ 1 ]           |
| Chronicles of Chaos              | 9/10            |
| Collector's Guide to Heavy Metal | 8/10            |
| The Daily Vault                  | B               |

Согласно AllMusic, в альбоме An Audio Guide to Everyday Atrocity Nothingface выросли как музыканты. Если дебютная работа дала группе имидж "очередного клона Korn", то вторая пластинка делает Nothingface одним из самых многообещающих метал-коллективов 90-х. Изобретательность Nothingface позволяет им конкурировать с любой группой на метал-сцене. Издание выделило песни Breathe Out и The Sick, также скриминг Мэтта Холта. Фирменная сырость звучания Nothingface является хорошим доволнением в их живых выступлениях, она же подчёркивает и напряжение в альбоме. An Audio Guide to Everyday Atrocity сделал группе собственный бренд, вывев её из тени других коллективов.

## Список композиций
Все тексты написаны Мэттом Холтом, вся музыка написана Nothingface.
| №  | Название              | Длительность |
| -- | --------------------- | ------------ |
| 1. | «Goldtooth»           | 4:21         |
| 2. | «Grinning»            | 3:20         |
| 3. | «So Few»              | 4:11         |
| 4. | «Villains»            | 3:28         |
| 5. | «Sleeper»             | 4:44         |
| 6. | «Breathe Out»         | 3:39         |
| 7. | «Error in Excellence» | 4:19         |
| 8. | «I, Diablo»           | 4:09         |
| 9. | «The Sick»            | 5:45         |

### Участники группы
- Мэтт Холт – вокал
- Том Максвелл – гитара
- Билл Гаал – басс, клавишные, программинг
- Крис Хаук – ударные